# همه‌چیز همه‌جا به یکباره
همه‌چیز همه‌جا به یکباره (انگلیسی: Everything Everywhere All at Once) فیلم کمدی-درام پوچ‌گرایانه آمریکایی محصول ۲۰۲۲ به نویسندگی و کارگردانی دانیل کوان و دانیل شاینرت است که آنتونی و جو روسو و جاناتان وانگ آن را تهیه‌کنندگی کرده‌اند. داستان فیلم دربارهٔ یک زن چینی-آمریکایی به نام اِوِلین وانگ است که توسط خدمات درآمد داخلی حسابرسی می‌شود و متوجه می‌شود که باید با نسخه‌های جهان موازی خود ارتباط برقرار کند تا از یک موجود قدرتمند از تخریب چندجهانی جلوگیری کند. در این فیلم، میشل یئو در نقش اصلی در کنار استفانی شو، جاناتان کی کوان، جنی سلیت، هری شام جونیور، جیمز هنگ و جیمی لی کرتیس در نقش‌های مکمل به ایفای نقش پرداخته‌اند.
دانیل کوان و دانیل شاینرت در سال ۲۰۱۰ دربارهٔ مفهوم چندجهانی تحقیق کردند و از سال ۲۰۱۶ شروع به نوشتن فیلم‌نامه کردند. تصویربرداری اصلی از ژانویه تا مارس ۲۰۲۰ انجام شد. موسیقی متن شامل قطعاتی از سان لوکس و شامل همکاری با نوازندگانی همچون میتسکی، دیوید برن، آندره ۳۰۰۰، جان همپسون و رندی نیومن است.
همه‌چیز همه‌جا به یکباره در ۱۱ مارس ۲۰۲۲ در فستیوال موسیقی جنوب از جنوب غربی به نمایش درآمد و پس از اکرانی محدود در ۲۵ مارس در ایالات متحده، در ۸ آوریل ۲۰۲۲ توسط ای۲۴ در سراسر جهان منتشر شد. منتقدان اصالت، فیلمنامه، کارگردانی، بازیگری (به ویژه یئو، شو، کوان و کرتیس)، جلوه‌های بصری، طراحی لباس، سکانس‌های اکشن، موسیقی و تدوین آن را تحسین کردند. تصویر فیلم از مفاهیم فلسفی مانند اگزیستانسیالیسم، هیچ‌انگاری و ابسوردیسم، و همچنین رویکرد آن نسبت به موضوعاتی مانند اختلال کمبود توجه بیش‌فعالی، افسردگی، شکاف نسلی، و هویت آسیایی-آمریکایی مورد تحسین قرار گرفت و به‌طور گسترده تجزیه و تحلیل شده‌است. این فیلم به‌عنوان «چرخش هرج و مرج ژانر» توصیف شده‌است، که شامل عناصر فیلم‌های هنرهای رزمی، علمی تخیلی، فانتزی، اکشن و پویانمایی است. این فیلم موفقیتی تجاری در گیشه بود و بیش از ۱۲۶ میلیون دلار در سراسر جهان فروش داشت و نخستین فیلم ای۲۴ شد که از مرز ۱۰۰ میلیون دلار عبور کرده و از موروثی (۲۰۱۸) به عنوان پرفروش‌ترین فیلم ای۲۴ پیشی گرفت.
همه‌چیز همه‌جا به یکباره مورد تحسین جهانی قرار گرفت و به پر جایزه‌ترین فیلم تمام تاریخ تبدیل شد. در میان دیگر جوایز متعددش، این فیلم یازده نامزدی پیشرو در نود و پنجمین دوره جوایز اسکار را دریافت کرد، که برنده ۷ مورد، از جمله بهترین فیلم، بهترین کارگردانی، بهترین بازیگر نقش اول زن (یئو)، بهترین بازیگر نقش مکمل مرد (کوان)، بهترین بازیگر نقش مکمل زن (کرتیس)، بهترین تدوین و بهترین فیلم‌نامه غیراقتباسی شد. این فیلم همچنین برنده دو جایزه گلدن گلوب، پنج جایزه انتخاب منتقدان (از جمله بهترین فیلم)، یک جایزه بفتا، یک رکورد چهار جایزه‌ای از جوایز انجمن بازیگران فیلم (از جمله بهترین گروه بازیگران)، و هفت جایزه جایزه ایندیپندنت اسپیریت (از جمله بهترین فیلم) شد. این فیلم همچنین بیشترین تعداد جایزه را از چهار انجمن‌های اصلی فیلم آمریکا (DGA، PGA، SAG، و WGA) به خود اختصاص داده‌است.

## داستان
این فیلم به سه قسمت تقسیم شده‌است که با عنوان آن مطابقت دارد.

### قسمت ۱: همه‌چیز
اِوِلین وانگ یک زن چینی-آمریکایی، همراه با همسرش ویموند، یک خشکشویی را اداره می‌کند. تنش‌ها به دلیل بازرسی لباسشویی توسط خدمات درآمد داخلی (اختصاری IRS) بالا است. علاوه بر این، ویموند در تلاش است تا اوراق طلاق را به اِوِلین بدهد. در همین حال گونگ گونگ، پدر سختگیر اِوِلین، به تازگی از چین آمده‌است و جوی، دختر اِوِلین، در تلاش بوده‌است تا مادرش را وادار کند که دوست دخترش، بکی را بپذیرد.
شخصیت ویموند در حین یک ملاقات در ساختمان خدمات درآمد داخلی با بازرس دیردرا بیوبیردرا تغییر می‌کند و بدن او برای مدت کوتاهی توسط آلفا ویموند، نسخه‌ای از ویموند از جهان آلفا با نام مستعار «Alphaverse» تسخیر می‌شود. آلفا ویموند به اِوِلین توضیح می‌دهد که جهان‌های موازی بسیاری وجود دارند، زیرا هر انتخابی که انجام می‌شود، یک جهان جدید ایجاد می‌کند. مردم آلفاورس، به رهبری آلفا اِوِلین فقید، فناوری «پرش در چندجهانی» را توسعه دادند که به افراد اجازه می‌دهد تا با انجام شرایط خاصی، به مهارت‌ها، خاطرات و بدن همتایان جهان موازی خود دسترسی داشته باشند. آلفا ویموند توضیح می‌دهد که چندجهانی توسط جوبو توپاکی، سابقاً آلفا جوی، در حال تهدید است. ذهن او پس از اینکه آلفا اِوِلین او را به پرش گسترده سوق داد و با بارگذاری بیش از حد و شکستگی در سراسر چندجهانی متلاشی شد. جوبو توپاکی اکنون همه جهان‌ها را به یکباره تجربه می‌کند و می‌تواند به میل خود به پرش و دستکاری ماده بپردازد. او با قدرت خداگونه‌اش سیاهچاله‌ای مانند «همه چیز بیگل» ایجاد کرده‌است که به‌طور بالقوه می‌تواند چندجهانی را نابود کند.
به اِوِلین فناوری پرش وجهی داده می‌شود تا با یاران جوبو توپاکی که در ساختمان IRS همگرا می‌شوند مبارزه کند. اِوِلین از برنامه‌های ویموند برای طلاق مطلع می‌شود و زندگی‌های دیگری را کشف می‌کند که در آن انتخاب‌های متفاوتی انجام داده و شکوفا شده‌است، مانند تبدیل شدن به یک استاد کونگ فو و ستاره سینما به‌جای ترک چین با ویموند، که به یک تاجر موفق تبدیل می‌شود. آلفا ویموند به این باور می‌رسد که اِوِلین، به عنوان بزرگ‌ترین شکست در بین همه اِوِلین‌های جهان چندگانه، پتانسیل استفاده نشده‌ای برای شکست دادن جوبو توپاکی دارد. آلفا گونگ گونگ به ایولین دستور می‌دهد که جوی را بکشد تا مانع از جوبو توپاکی شود، اما اِوِلین قبول نمی‌کند. اِوِلین تصمیم می‌گیرد که می‌تواند جوی را با تبدیل شدن به جوبو نجات دهد، بنابراین در حالی که با عوامل جوبو و سربازان آلفا گونگ گونگ مبارزه می‌کند، مکرراً به پرش بین جهانی می‌پرد. پس از نبرد، آلفا ویموند توسط جوبو در آلفاورس کشته می‌شود و ذهن اِوِلین قبل از مرگش دچار شکستگی می‌شود.

### قسمت ۲: همه‌جا
ذهن اِوِلین در سراسر چندجهانی منشعب می‌شود و او جهان‌های عجیب و غریب دیگری را کشف می‌کند و آنها را همزمان تجربه می‌کند. او در جهان‌هایی می‌گذرد، مانند جهان‌هایی که در آن انسان‌ها هات داگ برای انگشتان دارند و او در رابطه عاشقانه با دیردرا است، و دیگری که در کنار یک سرآشپز تپپان‌یاکی کار می‌کند که مخفیانه توسط یک راکون شبیه راتاتویی عروسک‌گردانی می‌کند. جوبو، ایولین را پیدا می‌کند و به او می‌گوید که همه چیز بیگل را نه برای از بین بردن همه چیز، بلکه برای از بین بردن خودش ساخته‌است و به دنبال اِوِلینی می‌گردد که بتواند او را درک کند. جوبو توپاکی احساس می‌کند که چون جهان‌های بسیار وسیع و هرج و مرج بی پایان وجود دارد، هیچ چیز واقعاً مهم نیست.
در جهان‌های دیگر، وانگ‌ها به دلیل اشتباهات مالیاتی در آستانه از دست دادن لباسشویی هستند، آلفا ویموند توسط جوبو توپاکی کشته می‌شود، و تاجر ویموند ستاره سینما، اِوِلین را پس از چندین دهه دوری از یکدیگر رد می‌کند. اِوِلین تقریباً به سمت هدف جوبو توپاکی سوق داده می‌شود و به ویموند جهان او خنجر می‌زند. او تقریباً به جوبو توپاکی می‌پیوندد تا وارد بیگل شود، اما با شنیدن فراخوان‌های ویموند برای مهربانی و امید متوقف می‌شود. اِوِلین با استفاده از دانش چندجهانی خود برای یافتن چیزی که به هر یک از آنها آسیب می‌زند و به آنها شادی می‌دهد، عوامل جوبو توپاکی را شکست می‌دهد. ایولین به جوبو توپاکی می‌رسد و به او می‌گوید که تنها نیست و اِوِلین همیشه با او باشد، علی‌رغم هر جای دیگری که می‌تواند باشد. در همین حال، در جهان‌های موازی، اِوِلین با گونگ گونگ مقابله می‌کند و با ویموند و جوی آشتی می‌کند و ویموند دیردرا را متقاعد می‌کند که به وانگ‌ها اجازه دهد مالیات‌های خود را دوباره انجام دهند. جوبو توپاکی ابتدا ایولین را رد می‌کند، اما نزد او بازمی‌گردد و آنها در آغوش می‌گیرند.

### قسمت ۳: به یکباره
مدت کوتاهی پس از آن، روابط و زندگی خانواده بهبود یافته‌است. بکی اکنون به عنوان عضوی از خانواده در نظر گرفته می‌شود، ویموند و اِوِلین برای اولین بار پس از مدت‌ها لحظات کوتاه اما عاشقانه‌ای را با هم به اشتراک می‌گذارند و در فرصتی دوباره برای ثبت مالیات خود به ساختمان IRS بازمی‌گردند. همان‌طور که دیردرا صحبت می‌کند، توجه اِوِلین لحظه‌ای به خود متناوبِ او و چندجهانی جلب می‌شود، پیش از اینکه خودش را به دنیای خانه‌اش بازگرداند.

## بازیگران
- میشل یئو در نقش اِوِلین کوان وانگ، صاحب ناراضی یک رخت‌شوی‌خانه؛ یئو همچنین نقش سایر نسخه‌های اِوِلین در جهان‌های متناوب را ایفا می‌کند.
- استفانی شو در نقش جوی وانگ دختر اِوِلین / جوبو توپاکی دختر آلفا اِوِلین که نیهیلیسم رو به رشد او تهدیدی برای انقراض تمام بشر و چندجهانی است.
- جاناتان کی کوان در نقش ویموند وانگ، شوهر ساده لوح اِوِلین که اگزیستانسیالیسم او پادزهری برای نیهیلیسم جوبو است. کوان همچنین نقش آلفا-ویموند از آلفاورس و سایر نسخه‌های ویموند در جهان‌های جایگزین را ایفا می‌کند.
- جیمز هنگ در نقش گونگ گونگ (پدربزرگ به زبان کانتونی)، پدر اِوِلین؛ و همچنین در نقش آلفا گونگ گونگ، پدر آلفا-اِوِلین در آلفاورس که از اِوِلین می‌خواهد جوی را قربانی کند تا مانع از جوبو شود.[۱۱]
- جیمی لی کرتیس در نقش دیردرا بیوبیردرا، افسر خدمات درآمد داخلی، و نیز همین نقش در جهان‌های موازی
- هری شوم جونیور در نقش چاد، یک سرآشپز تپپان‌یاکی که همکار اِوِلین در دنیایی موازی است.
- تَـلی مِـدِل در نقش بکی سرگور
- جنی سلیت در نقش دبی، مامان سگ/ «بینی دراز»، مشتری خشکشویی
- بیف ویف در نقش ریک، مشتری لباسشویی
- سونیتا مانی در نقش ملکه موزیکال تلویزیون
- آرون لازار در نقش سرباز موزیکال تلویزیون
- آدری واسیلوسکی و پیتر بانیفاز در نقش افسران آلفا آروی
- دانیل شاینرت در نقش مدیر منطقه

رندی نیومن که موسیقی متن نه فیلم پویانمایی دیزنی-پیکسار را ایجاد کرده، یک صداپیشگی ذکرنشده در تیتراژ را به عنوان صدای راکاکونی برعهده دارد که اشاره‌ای به فیلم پویانمایی راتاتویی (۲۰۰۷) است. او رسماً به عنوان یک هنرمند برجسته در ترانهٔ «الان می‌پزیم» فهرست شده‌است.

## تولید

### توسعه و نویسندگی

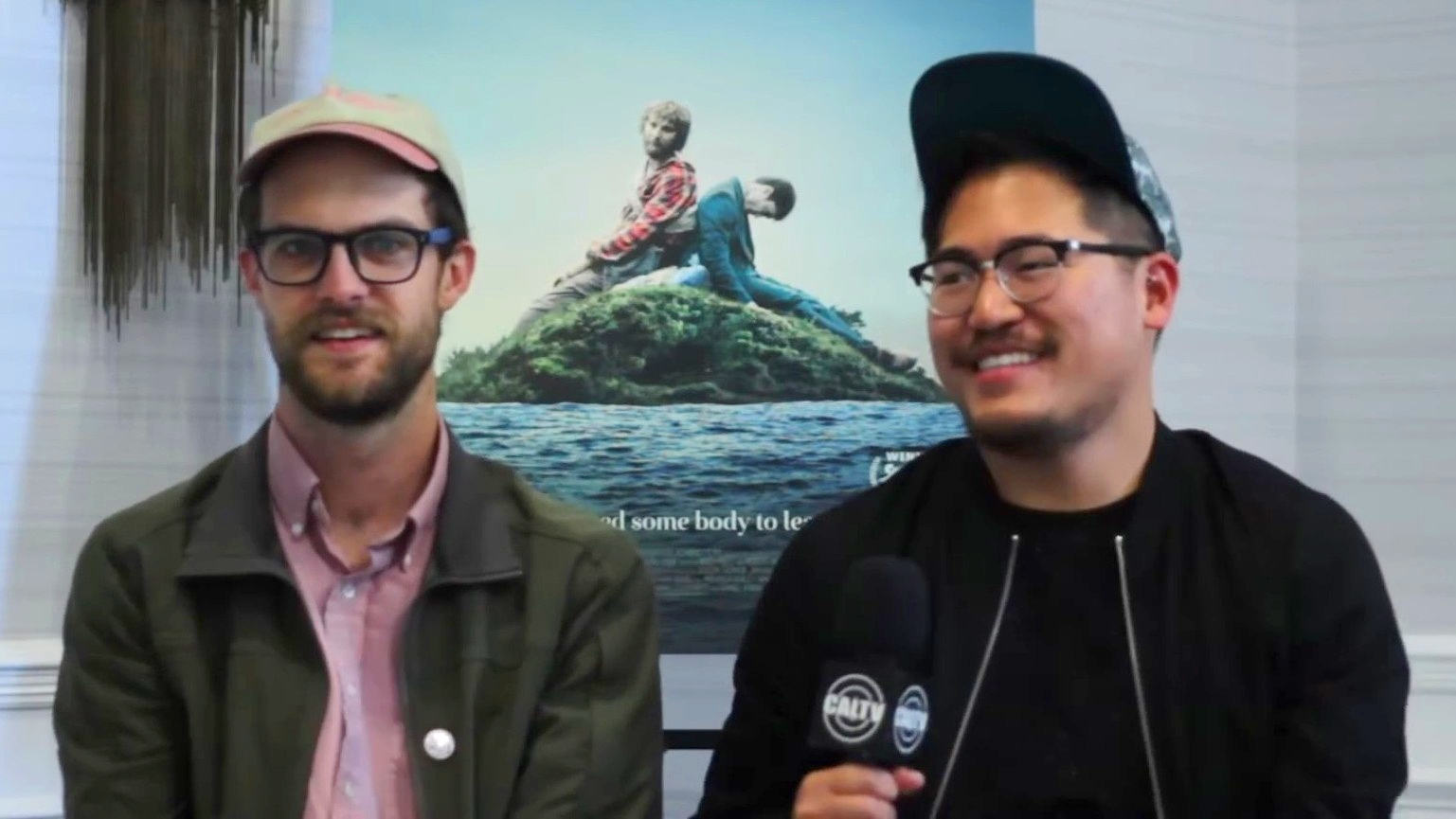
دانیل کوان و دانیل شاینرت، کارگردان‌های فیلم

دنیل شاینرت و دنیل کوان کارگردانان مشترک فیلم اظهار داشتند که در سال ۲۰۱۰ پس از مواجهه با مفهوم رئالیسم مدال در فیلم راه‌پیمایی شرمان از سال ۱۹۸۶، شروع به تحقیق در مورد مفهوم چندجهانی کردند. کوان پس از اکران فیلم مرد عنکبوتی: به درون دنیای عنکبوتی در سال ۲۰۱۸ که مفهومی چندجهانی نیز دارد، گفت: «این کمی ناراحت‌کننده است، زیرا ما فکر کردیم: «اوه لعنت، همه ما را به این چیزی که روی آن کار می‌کنیم شکست خواهند داد.»» او همچنین اظهار داشت: «دیدن فصل دوم ریک و مورتی واقعاً دردناک بود. من می‌گفتم، «آنها قبلاً همهٔ ایده‌هایی را که ما فکر می‌کردیم اصلی هستند، انجام داده‌اند! این یک تجربهٔ واقعاً خسته‌کننده بود؛ بنابراین در حالی که ما مشغول نوشتن این پروژه بودیم، تماشای ریک و مورتی را متوقف کردم.»
در پیش‌نویس‌های اولیه، کارگردانان برنامه‌ریزی کردند که شخصیت اصلی به اختلال کم‌توجهی - بیش‌فعالی (ADHD) تشخیص‌داده‌نشده مبتلا باشد. کوان از طریق تحقیقات خود برای این پروژه متوجه شد که خودش ADHD تشخیص‌داده‌نشده دارد.
جهانی که در آن اولین در هنرهای رزمی تمرین می‌کند و تبدیل به یک ستاره فیلم‌های اکشن می‌شود، صحنه‌هایی را به نمایش می‌گذارد که از نظر بصری و زمینه‌ای از فیلم‌های کارگردان هنگ‌کنگ وونگ کار وای الهام گرفته شده‌است. کریس لی از والچر نوشت که این صحنه‌ها حالتی از اشتیاق عاشقانه بدیع را تداعی می‌کنند که فوراً به عنوان سنگ محک آثار ونگ قابل تشخیص خواهند بود. جهانی که در آن اولین و جوی سنگ هستند، تحت تأثیر کتاب کودکان سال ۱۹۶۹ سیلوستر و سنگریزه جادویی و بازی ویدیویی همه چیز در سال ۲۰۱۷ قرار گرفت.
کوان اظهار داشت که ایده همه‌چیز بیگل که توسط جوبو توپاکی ساخته شده‌است «به عنوان یک شوخی شروع شد.» شاینرت خاطرنشان کرد که آنها زمان زیادی را صرف توسعه دین پیروان بیگل کردند، اما با عوارضی مواجه شدند: «نیهیلیست [جوبو توپاکی]؛ آیا جزمی باید وجود داشته باشد؟ آیا باید یک کتاب آسمانی وجود داشته باشد؟ اعمال آنها باید به عنوان یک دین چگونه باشد؟ بیگل تبدیل به نمادی بسیار مفید و ساده شد که ما به عنوان فیلمساز می‌توانستیم به آن اشاره کنیم و شما مجبور نیستید آن را خیلی فراتر از شوخی توضیح دهید.»

### انتخاب بازیگران

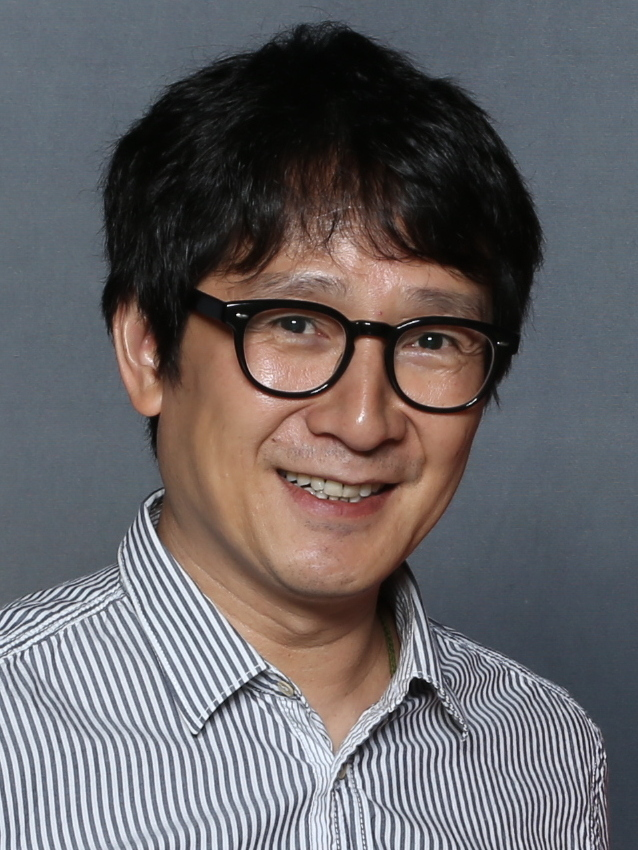
همه‌چیز همه‌جا به یکباره بازگشت جاناتان کی کوان به بازیگری از زمان بازنشستگی در سال ۲۰۰۲ را رقم می‌زند.

در طول پیش تولید، جکی چان برای نقش اصلی در نظر گرفته شد. فیلمنامه در ابتدا برای او نوشته شد قبل از اینکه کوان و شاینرت نظرشان را تغییر دهند و دوباره نقش اصلی را به عنوان یک زن تصور کنند، احساس می‌کردند که زن و شوهر داستان را پویاتر می‌کند.
هنگامی که فیلمنامه در ابتدا با شخصیت اصلی به عنوان یک زن بازنویسی شد، شخصیت به «میشل وانگ» تغییر نام داد. به گفته میشل یئو، «اگر از دانیلز بپرسید، چه زمانی آنها این پیش‌نویس را شروع کردند» آنها جواب می‌دادند «خوب، ما این کار را برای میشل یئو انجام می‌دهیم.» نام شخصیت در نهایت اولین تغییر یافت. علیرغم تشابهات در فیلم پایانی بین یئو و جهانی که در آن اولین یک هنرمند رزمی و ستاره سینما است، یئو با نامگذاری شخصیت میشل مخالفت کرد و اظهار داشت که «او را میشل نمی‌نامند زیرا [...] اولین لیاقت این را دارد که داستان خودش گفته شود. این یک مادر و خانه‌دار بسیار معمولی است که تمام تلاشش را می‌کند که برای دخترش مادر خوبی باشد، برای پدرش دختر خوبی باشد، همسری که سعی می‌کند خانواده را حفظ کند [...] من دوست ندارم خودم، میشل یئو، را در شخصیت‌هایی که بازی می‌کنم ادغام کنم، زیرا همهٔ آنها سزاوار سفر خودشان هستند و داستان‌هایشان باید گفته شود.»
در اوت ۲۰۱۸ اعلام شد که یئو و آکوافینا برای بازی در یک «فیلم اکشن بین‌بعدی» از کوان و شاینرت انتخاب شدند و برادران روسو قرار است تهیه کنندگی آن را بر عهده بگیرند. آکوافینا به دلیل اختلافات برنامه‌ریزی در ژانویه ۲۰۲۰ از پروژه خارج شد. استفانی شو، جیمز هونگ، که‌هوی کوان و جیمی لی کورتیس به بازیگران اضافه شدند و شو جایگزین آکوافینا شد. این فیلم نشان‌دهندهٔ بازگشت به بازیگری برای کوان بود که در سال ۲۰۰۲ به دلیل داشتن فرصت‌های کمی برای بازیگری در آن زمان از این حرفه کناره‌گیری کردند. کوان و شاینرت پس از دیدن یک میم از سیاستمدار اندرو ینگ که به‌عنوان نسخه بزرگسالی از شورت روند، شخصیت کوان از ایندیانا جونز و معبد مرگ (۱۹۸۴) نشان داده شد، برای انتخاب کوان الهام گرفتند. آنها کنجکاو بودند که بدانند کوان چه کارهایی می‌کرده‌است، و فهمیدند که او سن مناسبی برای به تصویر کشیدن ویموند دارد. به‌طور تصادفی، کوان کمی زودتر و پیش از اینکه برای این نقش به او پیشنهاد شود، به بازیگری بازگشته بود. جف کوئن، همبازی سابق کوان در گونیز (۱۹۸۵) وکیل او برای مذاکره دربارهٔ قراردادش بود.

### فیلمبرداری
تصویربرداری اصلی در ژانویه ۲۰۲۰ آغاز شد و ای۲۴ اعلام کرد که این فیلم را تأمین مالی و توزیع خواهد کرد. فیلمبرداری ۳۸ روز طول کشید، و بیشتر در سیمی ولی، کالیفرنیا انجام شد. بسیاری از بخشهای فیلم با فریم ریت بسیار حرکت آهسته فیلمبرداری شد تا بتواند نقشه‌برداری مجدد زمانی را در پس تولید تغییر دهد. دانیلز گفتند که صحنه‌های مبارزه کونگ فو به‌طور غیرعادی سریع فیلمبرداری شده‌اند. به عنوان مثال، مبارزه با کیف کمری در طوب یک و نیم روز فیلمبرداری شد. روند فیلمبرداری در اوایل مارس ۲۰۲۰، در زمان شروع دنیاگیری کووید-۱۹ در ایالات متحده آمریکا پایان رسید. اولین برش فیلم حدود ۱۷۰ دقیقه بود.

### جلوه‌های ویژه
پس از تجربه منفی دنیلز در پس تولید فیلم قبلی آنها مرد ارتشی سوئیسی که یک استودیوی اختصاصی برای جلوه‌های بصری در نظر گرفته شده بود، این کار در داخل خانه انجام شد. سازندگان فیلم تیم کوچکی متشکل از پنج هنرمند را گرد هم آوردند که تمام جلوه‌های بصری را با استفاده از ادوبی افتر افکتس تولید کردند و از رزیلو سینک برای به اشتراک گذاشتن مقادیر زیادی از داده‌ها پس از دنیاگیری کووید-۱۹ استفاده کردند.

## مضامین
همه‌چیز همه‌جا به یکباره مفاهیم معنی زندگی و هیچ‌انگاری را بررسی می‌کند. به گفته چارلز برامسکو از گاردین: «بیگل ضلالت و چنگال محکم آن بر جوی، دختر نسل زد اِوِلین، خود را به این بیانیه اوج می‌رساند که هیچ‌چیزی بدتر از تسلیم‌شدن در برابر نیهیلیسم مد روز در نسل بعدی نیست. تنها امید ما برای توسل بر این است که تمام عشق و زیبایی اطرافمان را در آغوش بگیریم، اگر فقط آنقدر حاضر باشیم که آن را ببینیم.»
کلینت ورثینگتون از کانسکوئنز نوشت: «با وجود این همه ابسوردیسم و دادائیسم، دانیل‌ها امکانات آشفتگی را در چندجهانی به داستانی منسجم دربارهٔ دردهای جاده‌ای که طی نشده، و نیاز به حک‌کردن معنای زندگی خود در یک جهان بی‌معنی را می‌بافند.» ورثینگتون با توصیف شیوه عمل جوبو توپاکی، خاطرنشان کرد: «تضاد زنده‌ای که همه‌چیز بیگل است: اگر همهٔ چیزها را روی یک بیگل بچینید، چه چیز دیگری باقی می‌ماند؟ و اگر همهٔ چیزهایی را که چندجهانی می‌تواند ارائه دهد را تجربه کرده‌اید، هیچ‌کدام از آنها چه فایده‌ای دارد؟»
دنیل کوان یکی از کارگردانان این فیلم اظهار داشت که مفهوم همه‌چیز بیگل «دو کار را انجام داد. به ما این امکان را می‌دهد که در مورد نیهیلیسم صحبت کنیم، بدون اینکه زیاد چشم‌پوشی کنیم؛ و یک مک‌گافین ایجاد می‌کند: یک دستگاه روز قیامت. اگر در نیمهٔ اول فیلم، فکر کردید که بیگل اینجاست تا دنیا را نابود کند، در نیمهٔ دوم متوجه می‌شوید که این در واقع تلاش‌های یک فرد افسرده‌است که سعی دارد خودش را نابود کند؛ این همه‌چیز را در مورد فیلم‌های اکشن گرفته و آن را به چیزی شخصی‌تر تبدیل می‌کند.»
فیلم به لحاظ متنی و فرامتنی با «دنیای واقعی» تماشاگر درگیر می‌شود. منتقدان خاطرنشان کرده‌اند که یکی از نسخه‌های اِوِلین - یک ستارهٔ مشهور سینمای هنرهای رزمی - تصویری از خود میشل یئو است، و تجربهٔ جاناتان کی کوان به‌عنوان بدل‌کار در صحنه‌های مبارزه ویموند دیده می‌شود، و تبدیل جیمز هنگ به «یک استراتژیست شوم‌تر، مسلط به زبان انگلیسی و ماکیاولیستی» موازاتی با شخصیت لو پان در مشکل بزرگ در چین کوچک است.

## انتشار

### پرده سینما
همه‌چیز همه‌جا به یکباره نخستین نمایش جهانی خود را در جشنواره فیلم جنوب از جنوب غربی در ۱۱ مارس ۲۰۲۲ داشت پس از آن اکرانی محدود در سینماها در ۲۵ مارس ۲۰۲۲ صورت گرفت، و سپس در سراسر ایالات متحده در ۸ آوریل توسط ای۲۴ اکران شد. در ۳۰ مارس ۲۰۲۲، این فیلم تنها برای یک شب در سینماهای منتخب آی‌مکس در ایالات متحده اکران شد و به دلیل محبوبیت از ۲۹ آوریل به مدت یک هفته به سینماهای منتخب آی‌مکس بازگشت. این فیلم در تمام کشورهای خاورمیانه از جمله عربستان سعودی و کویت به دلیل سانسور مسائل ال‌جی‌بی‌تی اکران نشد. این فیلم در ۱۳ مه ۲۰۲۲ در بریتانیا اکران شد. فیلم مجدداً در ۲۷ ژانویه ۲۰۲۳ در سینماهای ایالات متحده در ۱٫۴۰۰ سالن سینما برای جشن نامزدی اسکار آن اکران شد.

### رسانه خانگی
همه‌چیز همه‌جا به یکباره در تاریخ ۷ ژوئن ۲۰۲۲ برای توزیع دیجیتال و در ۱۴ ژوئن ۲۰۲۲ توسط لاینزگیت در قالب دیسک بلوری، دی‌وی‌دی و اولترا اچ‌دی بلوری منتشر شد.

## بازخورد

### فروش گیشه
تا تاریخ ۱۲ مارس ۲۰۲۳، همه‌چیز همه‌جا به یکباره ۷۳٫۸ میلیون دلار در ایالت متحده و کانادا، و نیز ۳۴٫۲ میلیون دلار در سایر نقاط جهان فروش داشته‌است که به فروش کلی ۱۰۸ میلیون دلار دست یافته‌است.
در ایالات متحده و کانادا، این فیلم در آخر هفته افتتاحیه خود از ده سالن ۵۰۹٬۶۰۰ دلار به دست آورد. میانگین درآمد حاصل از هر سینما در طول نخستین نمایش آن ۵۰٬۹۶۵ دلار بود، که دومین فیلم برتر از زمان شروع دنیاگیری کووید-۱۹ برای اکران پلتفرم (پس از لیکریش پیتزا) بود و در آن زمان بهترین میانگین سینمای افتتاحیه در سال ۲۰۲۲ محسوب شد. این فیلم در دومین آخر هفته اکران از ۳۸ سینما حدود ۱٫۱ میلیون دلار فروش داشت و در گیشه نهم شد. فیلم در سومین آخر هفته خود انتشار گسترده‌ای دریافت کرد و از ۳۸ سالن به ۱۲۵۰ سالن رسید. این فیلم سپس با ۶٫۱ میلیون دلار در گیشه ششم شد. با اجرای بعدی در ۲٫۲۲۰ سالن سینما در آخر هفته بعدی، این فیلم ۶٫۲ میلیون دلار به دست آورد و چهارم شد. در ششمین آخر هفته خود، فیلم ۵٫۵ میلیون دلار درآمد داشت که بخشی از آن به انتشار گسترده‌تر آی‌مکس پس از اکران موفق باکس آفیس تا آن زمان نسبت داده شد. با ۳٫۵ میلیون دلار در هفتمین آخر هفته، و ۳٫۳ میلیون دلار در هشتمین، این فیلم تا ۲۱ مه، بیش از ۵۱ میلیون دلار فروش داشت، و از جواهرات تراش‌نخورده (۵۰ میلیون دلار) به عنوان پرفروش‌ترین فیلم داخلی ای۲۴ پیشی گرفت. تا ۹ ژوئن، فیلم بیش از ۸۰ میلیون دلار درآمد داشت، و بالاتر از موروثی (فیلم) (۷۹ میلیون دلار) به عنوان پرفروش‌ترین فیلم ای۲۴ در تمام دوران جایگاه خود را پیدا کرد. این فیلم تا شانزدهمین آخر هفته‌اش که در ۱۰ ژوئیه به پایان رسید، در بین ده فیلم برتر گیشه باقی ماند. این فیلم در ۳۱ جولای از مرز ۱۰۰ میلیون دلار در سراسر جهان گذشت، و به اولین فیلم مستقل تبدیل شد که در طول دنیاگیری (و در تاریخ ای۲۴) منتشر شده که به این تمایز دست یافته‌است.
خارج از ایالات متحده، سایر مناطق پردرآمد عبارتند از بریتانیا (۶٫۲ میلیون دلار)، کانادا (۵٫۱ میلیون دلار)، استرالیا (۴٫۵ میلیون دلار)، روسیه (۲٫۴ میلیون دلار)، تایوان (۲٫۳ میلیون دلار)، مکزیک (۲ میلیون دلار)، هنگ کنگ (۱٫۷ میلیون دلار)، آلمان (۱٫۵ میلیون دلار) و هلند (۱٫۱ میلیون دلار).

### منتقدان
در وبگاه جمع‌آوری نقد راتن تومیتوز، ٪۹۵ از ۳۸۲ بررسی منتقدان مثبت است و میانگینِ امتیاز آن ۸٫۶/۱۰ است. اجماع این وبگاه چنین می‌نویسد: «همه‌چیز همه‌جا به یکباره به رهبری میشل یئوی برجسته، با تهاجمی تنظیم‌شده و ماهرانه به حواس، خودش را با عنوانش تطبیق می‌دهد.» این فیلم در متاکریتیک که از میانگین وزنی استفاده می‌کند، بر اساس نظر ۵۴ منتقدین امتیاز ۸۱ از ۱۰۰ را کسب کرده که نشان‌گر «تحسین همگانی» است. مخاطبان شرکت‌کننده در نظرسنجی پست‌ترک امتیاز ۸۹٪ به آن دادند و ۷۷٪ گفتند که قطعاً آن را توصیه می‌کنند.

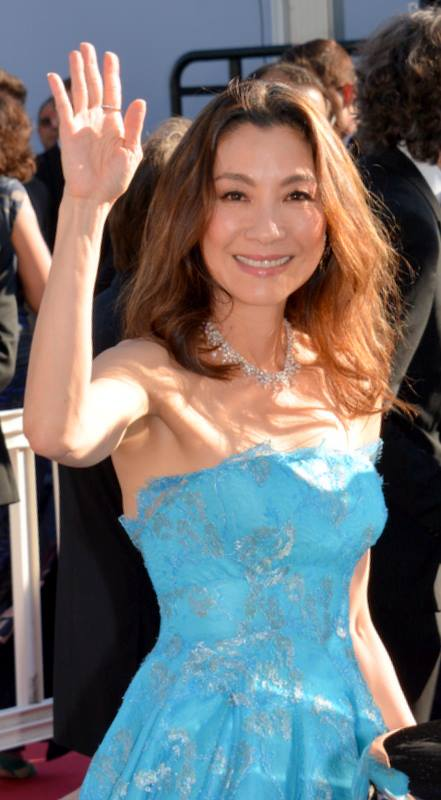
میشل یئو به خاطر بازی خود در این فیلم تحسین گسترده منتقدان و جوایز متعددی را دریافت کرد و بسیاری از منتقدان و بینندگان آن را بهترین نقش دوران حرفه‌ای وی نامیدند که جایزه اسکار بهترین بازیگر زن را برای او به ارمغان آورد.

دیوید ارلیش از ایندی‌وایر این فیلم را «اثری شورمندانه از نابغه‌های سرمست» خواند و کارگردانی و اجراهای بازیگران (به‌ویژه یئو) را تحسین کرد. دیوید رونی از هالیوود ریپورتر آن را «به طرز دیوانه‌کننده‌ای تخیلی و اغلب بسیار سرگرم‌کننده» نامید، و از بازیگران و موسیقی متن تمجید کرد، اما مدیریت موضوع زیربنایی داستان را کمی ضعیف دانست. ماریا ای. گیتس در نقد خود برای راجرابرت.کام، بازی یئو را تحسین کرد و نوشت: «یئو لنگر این فیلم است، که نقش او طیف گسترده‌ای از استعدادهای وی را به نمایش می‌گذارد [...] از مهارت‌های رزمی خوب او گرفته تا زمان‌بندی عالی و توانایی او که اغلب فقط با یک نگاه یا یک واکنش، کاوشی در اعماق بی‌پایان احساسات غنی انسانی را به نمایش می‌گذارد.» چارلز برامسکو، که برای گاردین می‌نویسد، دانیلز را به خاطر ساختن «یک چشم‌انداز بزرگ، دقیق، صیقلی و دقیق» ستایش کرد. امی نیکلسون از وال‌استریت جورنال نوشت: «با بیش از دو و نیم ساعت زمان پخش، جاه طلبی‌های فیلم دو برابر شده‌است، اما همچنان در طول فیلم دوباره دو برابر می‌شود، گویی که این یک ظرف پتری از وحشی‌ترین ایده‌های آقای کوان و آقای شاینرت باشد».
نقدهای مخالف شامل نقد ریچارد برودی برای نیویورکر است که آن را «یک فیلم سینمایی بدبینانه و بیشتر برای مارول» خواند، و همچنین پیتر بردشاو از گاردین که آن را یک «خودستایی بی‌شکل» از «هیچ‌چیز در هیچ‌کجا در یک دوره زمانی طولانی» معرفی کرد.
نیویورک تایمز شخصیت جوبو توپاکی (با بازی شو) را جزو یکی از ۹۳ شیک‌ترین «مردم» سال ۲۰۲۲ معرفی کرد.

### جوایز و نامزدی‌ها
همه‌چیز همه‌جا به یکباره برنده ۷ مورد از ۱۱ نامزدی جوایز اسکار شد: بهترین فیلم، بهترین کارگردانی، بهترین بازیگر زن (برای یئو)، بهترین بازیگر نقش مکمل مرد (برای کوان)، بهترین بازیگر نقش مکمل زن (برای کرتیس)، بهترین فیلمنامه اصلی و بهترین تدوین. این فیلم ۱۰ نامزدی جوایز فیلم اسکار بریتانیا (برنده ۱ مورد)، ۱۳ نامزدی جوایز فیلم منتخب منتقدان (برنده ۵ مورد)، هشت نامزدی جایزه ایندیپندنت اسپیریت (برنده ۷ مورد در رکوردی جدید)، و شش جایزه گلدن گلوب (برنده ۲ مورد) شد. این فیلم به عنوان یکی از ۱۰ فیلم برتر سال ۲۰۲۲ توسط هیئت ملی بازبینی فیلم و انستیتوی فیلم آمریکا معرفی شده‌است. این فیلم همچنین برنده جوایز برتر از چهار انجمن بزرگ آمریکا یعنی جوایز انجمن کارگردانان آمریکا، جوایز انجمن تهیه‌کنندگان آمریکا، جوایز انجمن نویسندگان آمریکا و جوایز انجمن بازیگران سینما (جایی که ۴ جایزه در رکوردشکنی جدید را کسب کرد) دریافت کرد.
پیش از مراسم اسکار، آی‌جی‌ان گزارش داد که این فیلم به «پر جایزه‌ترین فیلم تمام تاریخ تبدیل شده‌است» و به این ترتیب از ارباب حلقه‌ها: بازگشت پادشاه پیشی گرفته‌است.

### یادداشت
1. ↑  Evelyn Wang
2. ↑  Waymond
3. ↑  Gong Gong
4. ↑  Deirdre Beaubeirdra
5. ↑  Alpha Evelyn
6. ↑  Jobu Tupaki
7. ↑  Alpha Joy
8. ↑  Everything Bagle